# Toninia talparum
Toninia talparum är en lavart som beskrevs av Timdal. Toninia talparum ingår i släktet Toninia och familjen Ramalinaceae.   Inga underarter finns listade i Catalogue of Life.